# Пршут

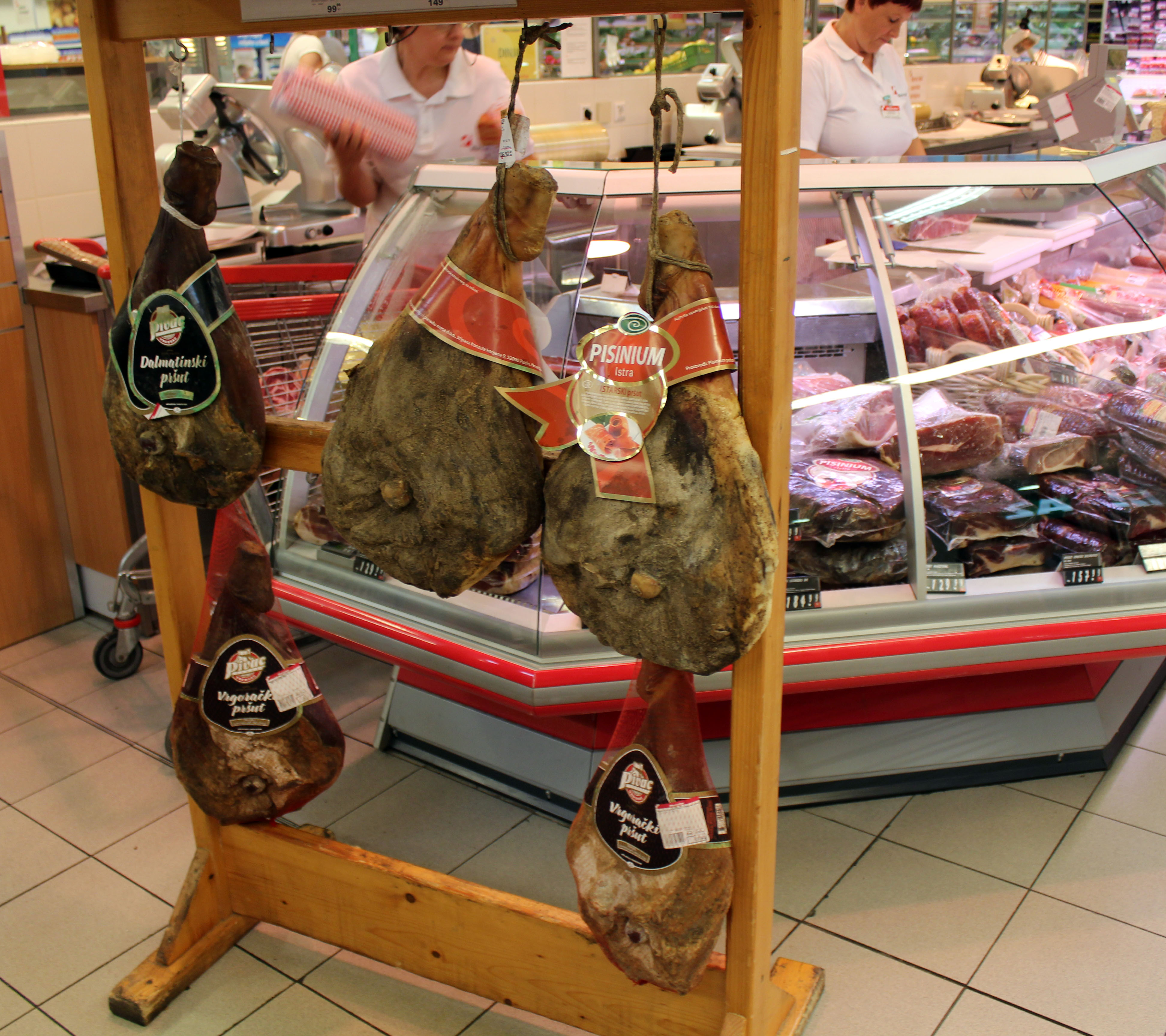
Далматинский и истрийский пршут

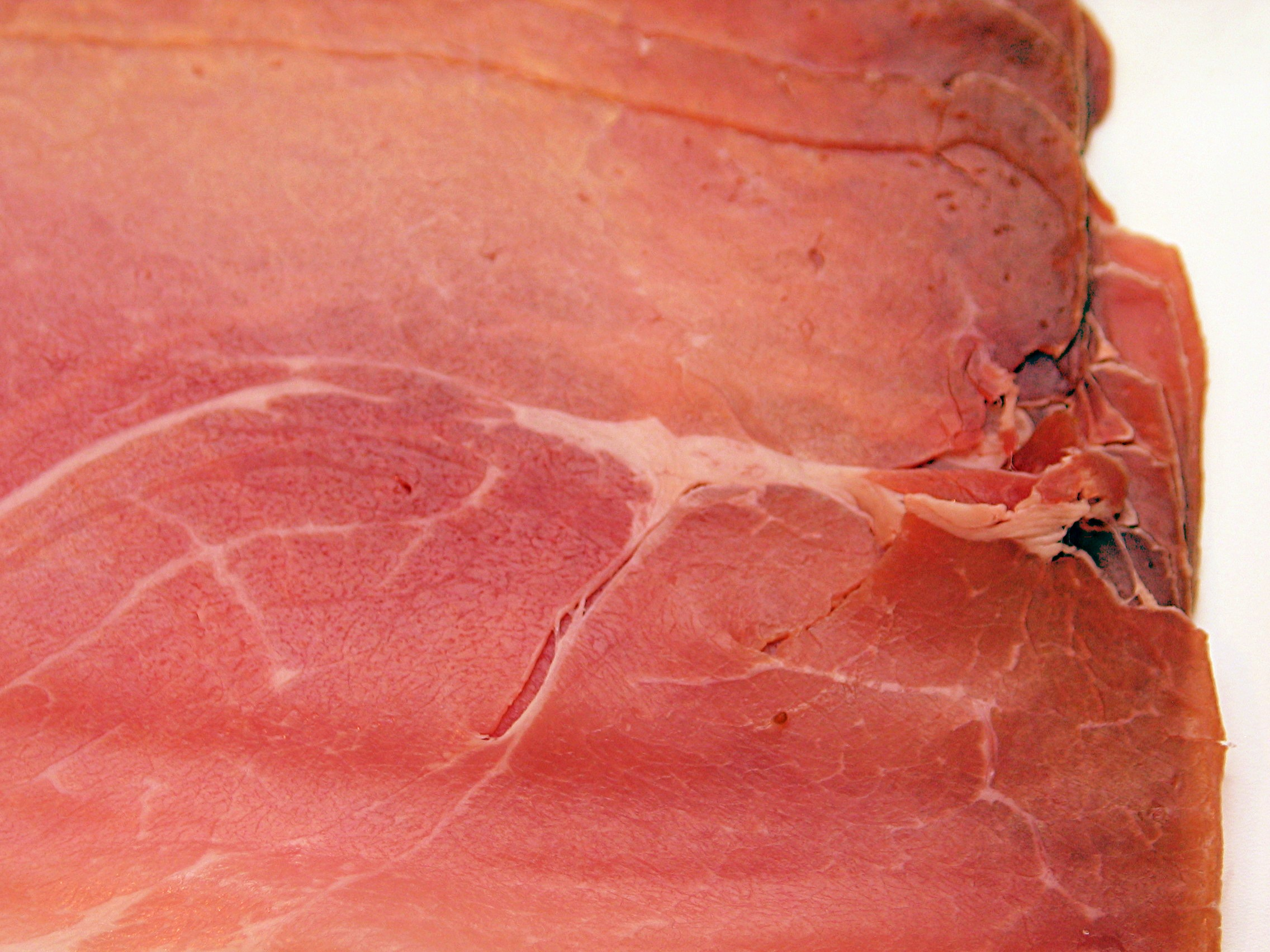
Пршут

Пршут (словен. и сербохорв. pršut) — традиционное хорватское, словенское, сербское и черногорское блюдо; свиной окорок, копчёный на углях или вяленый на ветру и солнце. Различают далматинский (копчёный) и истрийский (вяленый на ветру) пршут. Обычно нарезается тонкими ломтиками, сервируется с овечьим сыром, оливками и луком, пршут подают также с дыней.
Пршут — заимствование итальянского прошутто (оттуда и название) и её разновидности — пармской ветчины.